# Sandtjärnen (Sundsjö socken, Jämtland)
Sandtjärnen är en sjö i Bräcke kommun i Jämtland och ingår i Indalsälvens huvudavrinningsområde. Sjöns area är 0,1263 kvadratkilometer och den är belägen 362,6 meter över havet.

## Delavrinningsområde
Sandtjärnen ingår i det delavrinningsområde (700115-147807) som SMHI kallar för Utloppet av Sandtjärnen. Medelhöjden är 392 meter över havet och ytan är 12,63 kvadratkilometer. Det finns inga avrinningsområden uppströms utan avrinningsområdet är högsta punkten. Vattendraget som avvattnar avrinningsområdet har biflödesordning 3, vilket innebär att vattnet flödar genom totalt 3 vattendrag innan det når havet efter 218 kilometer. Avrinningsområdet består mestadels av skog (72 procent) och sankmarker (11 procent). Avrinningsområdet har 0,25 kvadratkilometer vattenytor vilket ger det en sjöprocent på 1,9 procent.